# Сетевая операционная система
Сетевая операционная система — термин, относящийся к двум различным концепциям:
- специализированная операционная система для сетевого устройства, подобного маршрутизатору, коммутатору или межсетевому экрану.
- операционная система, ориентированная на работу с компьютерной сетью для организации доступа к общим ресурсам для нескольких компьютеров в сети, что позволяет давать общий доступ к данным для пользователей, групп, политик безопасности, приложений и других сетевых функций[1]. Обычно сетевые ОС работают в локальной сети или в частной сети. Такое толкование в основном историческое, так как в большинство современных операционных систем входят такие же функции.

## Операционные системы сетевых устройств
Сетевая операционная система может быть встроена в маршрутизатор или аппаратный межсетевой экран, работающий с функциями сетевого уровня.
- Примерами могут служить:
  - JUNOS — используется в маршрутизаторах и коммутаторах производителя Juniper Networks.
  - Cisco IOS (бывшая «Cisco Internetwork Operating System») — в продукции Cisco.
  - TiMOS — в коммутаторах от Alcatel-Lucent.
  - VRP (Versatile Routing Platform) — в коммутаторах Huawei.
  - RouterOS — программное обеспечение, превращающее компьютер или оборудование MikroTik в выделенный маршрутизатор.
  - ZyNOS[англ.] — используется устройствами компании ZyXEL.
  - Extensible Operating System — используется коммутаторами фирмы Arista Networks[англ.].
  - ExtremeXOS[англ.], или EXOS — в сетевых устройствах Extreme Networks.
  - Linux для встраиваемых систем — такие дистрибутивы, как OpenWrt и DD-WRT, работающие на недорогих платформах, подобным Linksys WRT54G.
- Открытые сетевые операционные системы представлены:
  - Cumulus Linux от Cumulus Networks — дистрибутив, использующий полный TCP/IP стек из Линукс.
  - Dell Networking Operating System[англ.], или DNOS — новое название системы для коммутаторов фирмы Dell Networking. Основана на NetBSD.
  - Open Network Operating System (ONOS)
  - PicOS — основанная на Линуксе ОС фирмы Pica8[англ.].
  - VyOS — открытый форк пакета маршрутизации Vyatta.
  - OpenSwitch Linux Network Operating System от Hewlett-Packard.[3]

## Сетевые ОС для компьютерных сетей

### Функциональность
К их возможностям относится поддержка следующего:
- сетевого оборудования;
- сетевых протоколов;
- протоколов маршрутизации;
- фильтрации сетевого трафика;
- доступа к удалённым ресурсам: принтерам, дискам посредством сети;
- сетевых протоколов авторизации.

Сетевая ОС также включает в себя сетевые службы, позволяющие удалённым пользователям использовать те или иные ресурсы компьютера.
Примеры сетевых операционных систем:
- Novell NetWare
- LANtastic
- Microsoft Windows  (NT, XP, Vista, 7, 8, 8.1, 10, 11)
- Различные UNIX системы, такие как Solaris, FreeBSD
- Различные GNU/Linux системы

### Основное назначение
Главными задачами являются разделение ресурсов сети (например, дисковые пространства) и администрирование сети.
С помощью сетевых функций системный администратор определяет разделяемые ресурсы, задаёт пароли, определяет права доступа для каждого пользователя или группы пользователей. Отсюда деление: 
- сетевые ОС для серверов;
- сетевые ОС для пользователей.

Существуют специальные сетевые ОС, которым приданы функции обычных систем (например, Windows NT) и обычные ОС (например, Windows XP), которым приданы сетевые функции. Сегодня практически все современные ОС имеют встроенные сетевые функции.